# Bergbuulbuul
De bergbuulbuul (Arizelocichla montanus; synoniem: Andropadus montanus) is een zangvogel uit de familie Pycnonotidae (buulbuuls).

## Verspreiding en leefgebied
Deze soort komt voor in het grensgebied van Nigeria en Kameroen.

## Status
De grootte van de populatie is niet gekwantificeerd maar de soort wordt omschreven als schaars tot algemeen. Op de Rode lijst van de IUCN heeft deze soort de status niet bedreigd.